# Colombier-le-Vieux
Pour les articles homonymes, voir Colombier.
Colombier-le-Vieux est une commune française, située dans le département de l'Ardèche en région Auvergne-Rhône-Alpes.

## Géographie

### Situation
Colombier-le-Vieux est dans la partie nord du département de l'Ardèche, en bordure Est du Massif central et à environ 15 km à l'ouest de la vallée du Rhône.
Son bureau centralisateur de canton, Lamastre, est à 20 km au sud-ouest par la route départementale 578.
Sa sous-préfecture, Tournon-sur-Rhône, est à environ 17 km à l'est ; c'est la plus courte distance vers le fleuve Rhône, ce dernier séparant l'Ardèche de la Drôme.
Sa préfecture, Privas, est à 72 km (76 km par l'autoroute A7 qui emprunte la vallée du Rhône).
Lyon est à environ 100 km au nord, Valence (Drôme) à 35 km au sud-est.
Deux parcs naturels à proximité
À l'ouest, le parc naturel régional des Monts d'Ardèche inclut les communes de Lamastre et de Nozières et se trouve à 9,7 km à vol d'oiseau (17,8 km par la route). Le parc naturel régional du Pilat se trouve à 22 km au nord-ouest à vol d'oiseau (35 km par route), vers Bourg-Argental au nord-ouest d'Annonay.

### Altitude
Le point le plus élevé est à 501 m d'altitude au hameau le Masson, à l'ouest de la commune ; le point le plus bas est à 216 m d'altitude au barrage de Clauzel à l'est de la commune.

### Hydrographie

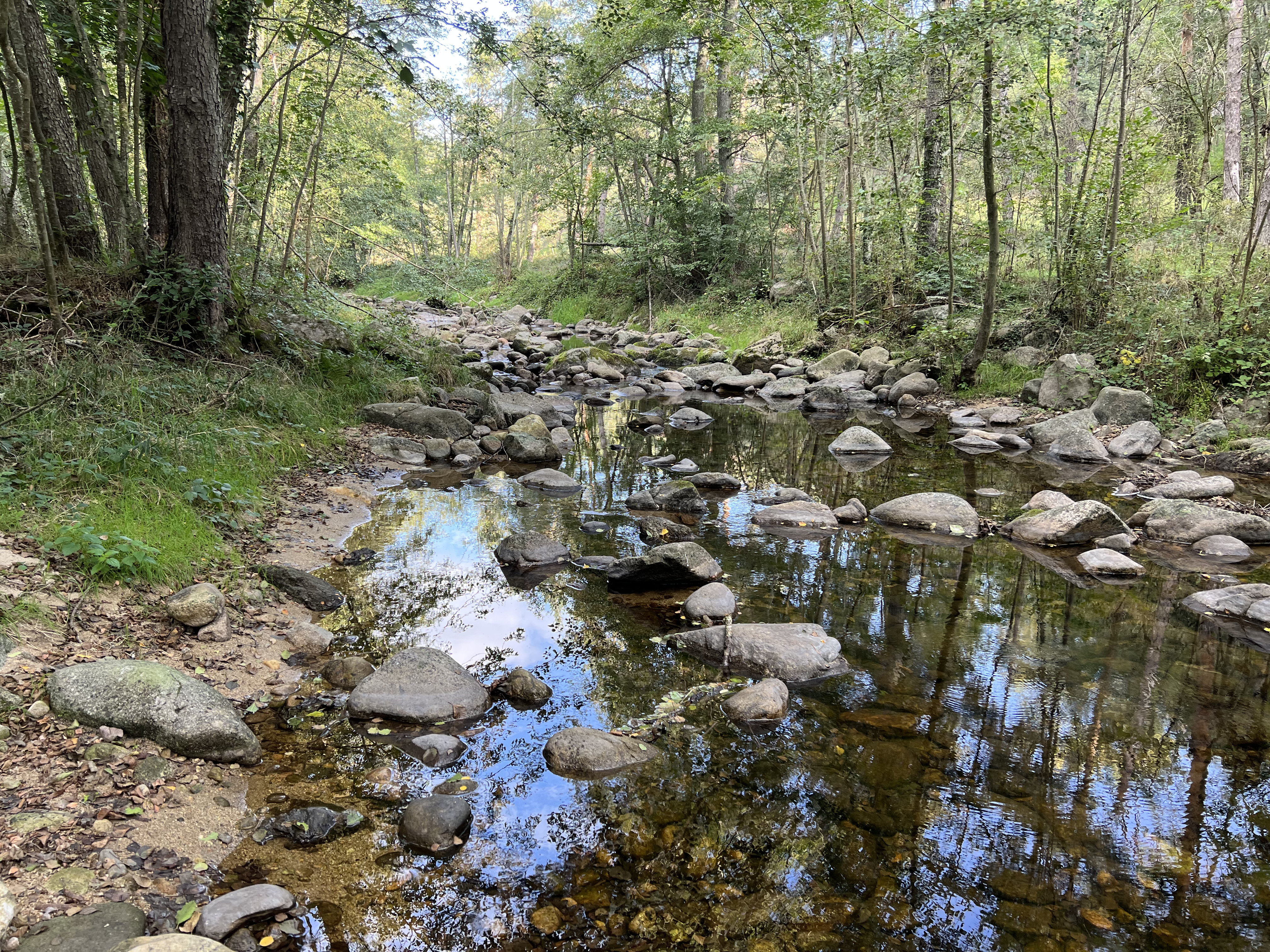
La Daronne à l'abri des arbres.

Des rivières bordent la commune sur tout le pourtour nord, est et sud et sur environ la moitié de la limite ouest.
Le Doux coule vers l'est et conflue avec le Rhône, dont il est un affluent, environ 15 km après avoir quitté Colombier-le-Vieux. Il marque la limite de commune au sud, avec d'amont en aval Boucieu-le-Roi (3,7 km) puis Saint-Barthélemy-le-Plain (4,7 km).
Le ruisseau provenant de la source de l'Homme, qui coule plein sud pour rejoindre le Doux au pont de Boucieu, sert sur presque tout son parcours, soit 2,6 km, de limite de commune avec Bozas à l'ouest. Sa source se trouve cependant sur Bozas.
La Daronne, important affluent du Doux, s'écoule d'ouest en est puis vers le sud. Elle sert de limite de commune au nord avec, d'amont en aval, Saint-Victor (environ 7,5 km) puis Étables (environ 2 km). Elle conflue avec le Doux lorsque ce dernier quitte la limite de commune de Colombier.
La Choisine, autre affluent du Doux, entre sur la commune au nord du hameau la Planta (sur Bozas, en limite de commune) à environ 900 m au nord de la source de l'Homme ; elle coule plus ou moins vers le sud-est et rejoint le Doux à 250 m en aval du hameau le Courbenaud.
Environ 550 m avant que le Doux ne quitte la commune, se trouve le barrage de Clauzel, qui crée un plan d'eau d'environ 1,2 ha, dont environ 41 ares sur la commune et le reste sur Saint-Barthélemy.
Il y a également un barrage sur la Choisine, créant un plan d'eau d'environ 3,2 ha.
Quatre stations surveillent la qualité des eaux superficielles : trois sur le Doux (pont de Boucieu, passerelle de Balan et pont de Beaune) et une sur la Choisine (pont de Courbenaud).

### Climat
Pour des articles plus généraux, voir Climat d'Auvergne-Rhône-Alpes et Climat de l'Ardèche.
En 2010, le climat de la commune est de type climat méditerranéen altéré, selon une étude du CNRS s'appuyant sur une série de données couvrant la période 1971-2000. En 2020, Météo-France publie une typologie des climats de la France métropolitaine dans laquelle la commune est dans une zone de transition entre le climat de montagne et le climat méditerranéen et est dans la région climatique Moyenne vallée du Rhône, caractérisée par un bon ensoleillement en été (fraction d’insolation > 60 %), une forte amplitude thermique annuelle (4 à 20 °C), un air sec en toutes saisons, orageux en été, des vents forts (mistral), une pluviométrie élevée en automne (250 à 300 mm).
Pour la période 1971-2000, la température annuelle moyenne est de 11,1 °C, avec une amplitude thermique annuelle de 17,2 °C. Le cumul annuel moyen de précipitations est de 958 mm, avec 7,9 jours de précipitations en janvier et 5,6 jours en juillet. Pour la période 1991-2020, la température moyenne annuelle observée sur la station météorologique installée sur la commune est de 12,0 °C et le cumul annuel moyen de précipitations est de 901,8 mm,. Pour l'avenir, les paramètres climatiques de la commune estimés pour 2050 selon différents scénarios d'émission de gaz à effet de serre sont consultables sur un site dédié publié par Météo-France en novembre 2022.
| Mois                                  | jan.           | fév.          | mars           | avril         | mai           | juin          | jui.          | août          | sep.          | oct.          | nov.            | déc.           | année      |
| ------------------------------------- | -------------- | ------------- | -------------- | ------------- | ------------- | ------------- | ------------- | ------------- | ------------- | ------------- | --------------- | -------------- | ---------- |
| Température minimale moyenne (°C)     | 0,3            | 0,5           | 2,9            | 5,9           | 9,4           | 13            | 14,6          | 14,2          | 11            | 8,4           | 4               | 1              | 7,1        |
| Température moyenne (°C)              | 3,6            | 4,4           | 7,8            | 11,2          | 14,9          | 19            | 21,1          | 20,6          | 16,8          | 12,8          | 7,6             | 4,3            | 12         |
| Température maximale moyenne (°C)     | 6,9            | 8,3           | 12,8           | 16,5          | 20,3          | 25,1          | 27,5          | 26,9          | 22,5          | 17,2          | 11,1            | 7,6            | 16,9       |
| Record de froid (°C) date du record   | −11,1 13.01.03 | −13 05.02.12  | −12,5 01.03.05 | −4,8 08.04.03 | 0,2 06.05.02  | 4,7 12.06.01  | 6,4 13.07.00  | 6,9 09.08.05  | 1,8 27.09.10  | −3,7 26.10.03 | −7,7 23.11.1999 | −13,1 15.12.01 | −13,1 2001 |
| Record de chaleur (°C) date du record | 17,8 03.01.18  | 19,6 24.02.21 | 23,8 31.03.21  | 27,4 21.04.18 | 32,1 24.05.09 | 38,2 29.06.19 | 39,1 24.07.19 | 38,7 13.08.03 | 32,8 23.09.18 | 26,5 01.10.19 | 21,3 08.11.15   | 17,1 05.12.06  | 39,1 2019  |
| Précipitations (mm)                   | 49,9           | 43,5          | 47,8           | 73,5          | 86,5          | 55,6          | 63,1          | 65,9          | 79,7          | 137,1         | 127,6           | 71,6           | 901,8      |

## Urbanisme

### Typologie
Au 1er janvier 2024, Colombier-le-Vieux est catégorisée commune rurale à habitat dispersé, selon la nouvelle grille communale de densité à 7 niveaux définie par l'Insee en 2022.
Elle est située hors unité urbaine et hors attraction des villes,.

### Occupation des sols
L'occupation des sols de la commune, telle qu'elle ressort de la base de données européenne d’occupation biophysique des sols Corine Land Cover (CLC), est marquée par l'importance des territoires agricoles (56,9 % en 2018), en diminution par rapport à 1990 (63,2 %). La répartition détaillée en 2018 est la suivante : 
zones agricoles hétérogènes (42,9 %), forêts (33,9 %), prairies (14 %), zones urbanisées (4,7 %), milieux à végétation arbustive et/ou herbacée (4,6 %).
L'évolution de l’occupation des sols de la commune et de ses infrastructures peut être observée sur les différentes représentations cartographiques du territoire : la carte de Cassini (XVIIIe siècle), la carte d'état-major (1820-1866) et les cartes ou photos aériennes de l'IGN pour la période actuelle (1950 à aujourd'hui).

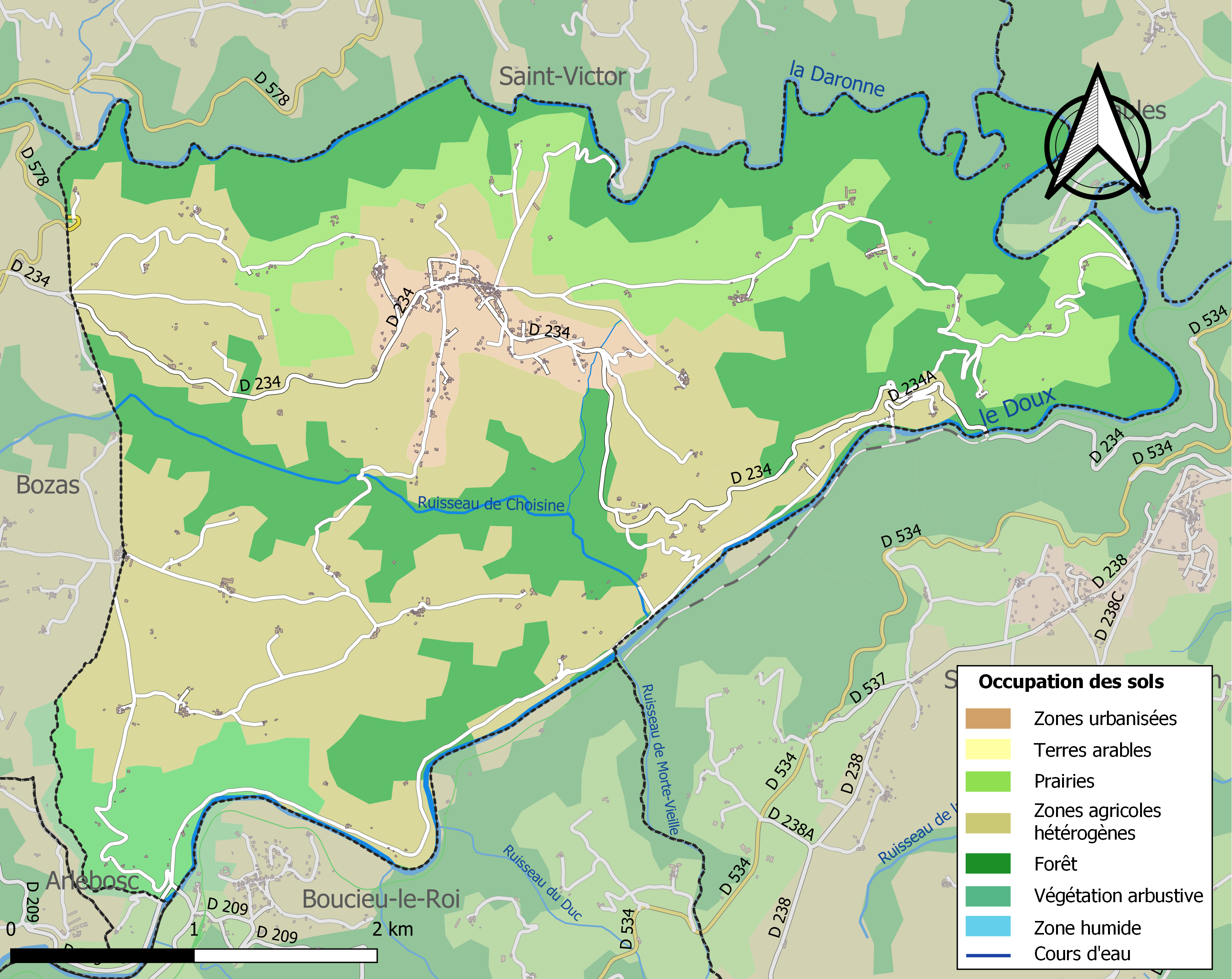
Carte des infrastructures et de l'occupation des sols de la commune en 2018 (CLC).

## Histoire
Au XIIIe siècle est construit le château de Belle Combe.

## Politique et administration

### Liste des maires

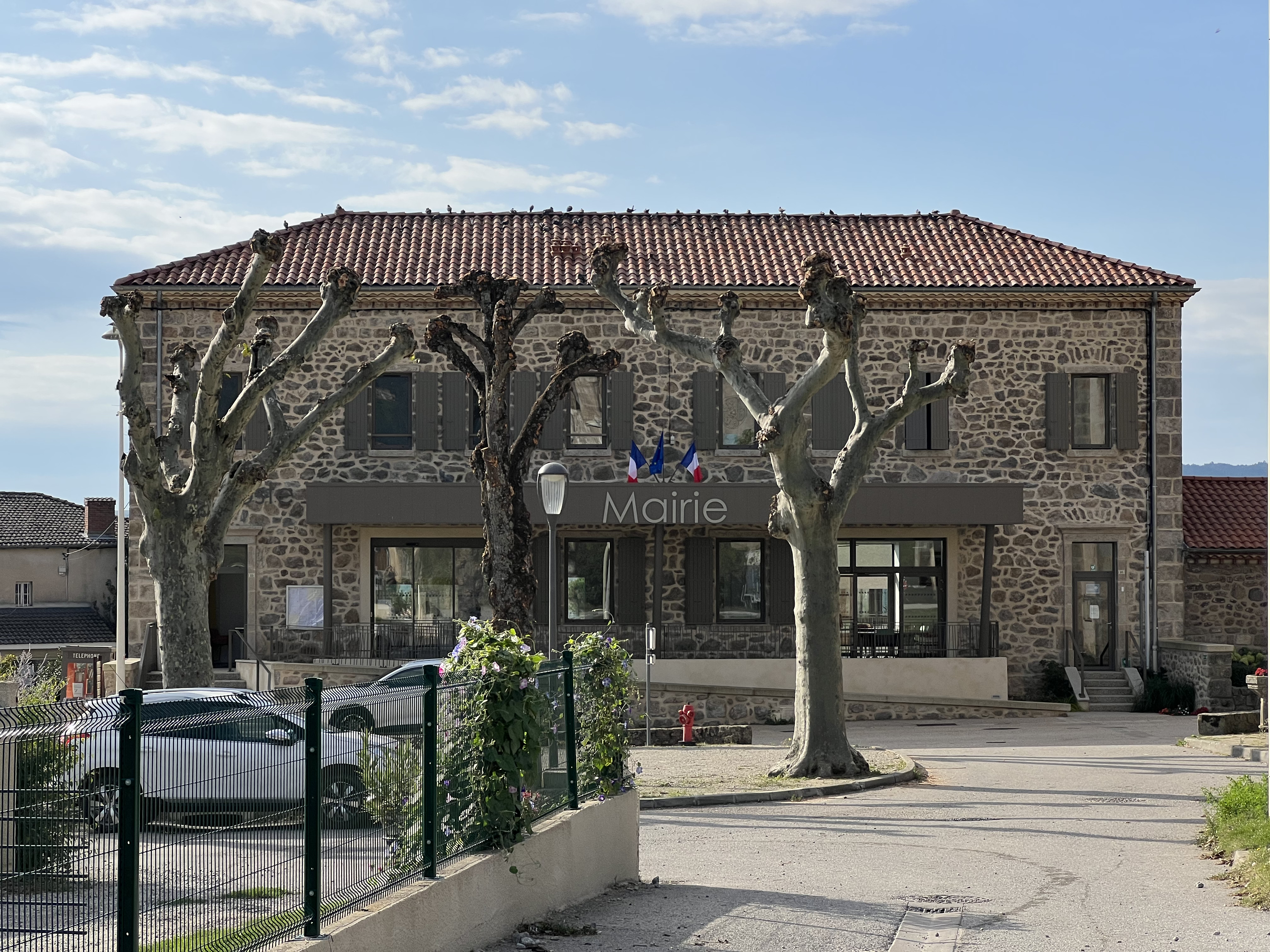
Mairie.

| Période                                  | Période                   | Identité        | Étiquette | Qualité  |
| ---------------------------------------- | ------------------------- | --------------- | --------- | -------- |
| Les données manquantes sont à compléter. |                           |                 |           |          |
| avant 1988                               | mars 2008                 | Henri Couix     |           |          |
| mars 2008                                | 2014                      | Michel Bertrand | DVG       |          |
| 2014                                     | En cours (au 6 août 2020) | Béatrice Four,  | SE        | Employée |

## Population et société

### Démographie
L'évolution du nombre d'habitants est connue à travers les recensements de la population effectués dans la commune depuis 1793. Pour les communes de moins de 10 000 habitants, une enquête de recensement portant sur toute la population est réalisée tous les cinq ans, les populations de référence des années intermédiaires étant quant à elles estimées par interpolation ou extrapolation. Pour la commune, le premier recensement exhaustif entrant dans le cadre du nouveau dispositif a été réalisé en 2007.

En 2022, la commune comptait 677 habitants, en évolution de +2,42 % par rapport à 2016 (Ardèche : +2,48 %, France hors Mayotte : +2,11 %).
| 1793 | 1800 | 1806 | 1821 | 1831 | 1836  | 1841  | 1846  | 1851  |
| ---- | ---- | ---- | ---- | ---- | ----- | ----- | ----- | ----- |
| 883  | 861  | 939  | 974  | 988  | 1 095 | 1 044 | 1 084 | 1 105 |

| 1856  | 1861  | 1866  | 1872  | 1876  | 1881  | 1886  | 1891  | 1896  |
| ----- | ----- | ----- | ----- | ----- | ----- | ----- | ----- | ----- |
| 1 128 | 1 149 | 1 155 | 1 138 | 1 118 | 1 150 | 1 174 | 1 203 | 1 164 |

| 1901  | 1906  | 1911 | 1921 | 1926 | 1931 | 1936 | 1946 | 1954 |
| ----- | ----- | ---- | ---- | ---- | ---- | ---- | ---- | ---- |
| 1 088 | 1 040 | 988  | 819  | 878  | 805  | 802  | 788  | 737  |

| 1962 | 1968 | 1975 | 1982 | 1990 | 1999 | 2006 | 2007 | 2012 |
| ---- | ---- | ---- | ---- | ---- | ---- | ---- | ---- | ---- |
| 707  | 659  | 504  | 471  | 518  | 551  | 620  | 630  | 663  |

| 2017 | 2022 | - | - | - | - | - | - | - |
| ---- | ---- | - | - | - | - | - | - | - |
| 661  | 677  | - | - | - | - | - | - | - |

## Culture locale et patrimoine

### Lieux et monuments
- L'église paroissiale Saint-Martin [20] du XIXe siècle située au chef-lieu est un lieu de culte de la paroisse catholique Saint-François Régis (Ay-Daronne)[21].
- La Maison forte du Ruissas ( Inscrit MH (1996)), construite vers 1560-1566 au début des guerres de Religion, remaniée vers 1660.
- Le pont du Roi ( Inscrit MH (1927)) qui traverse le Doux pour rejoindre Boucieu-le-Roi.

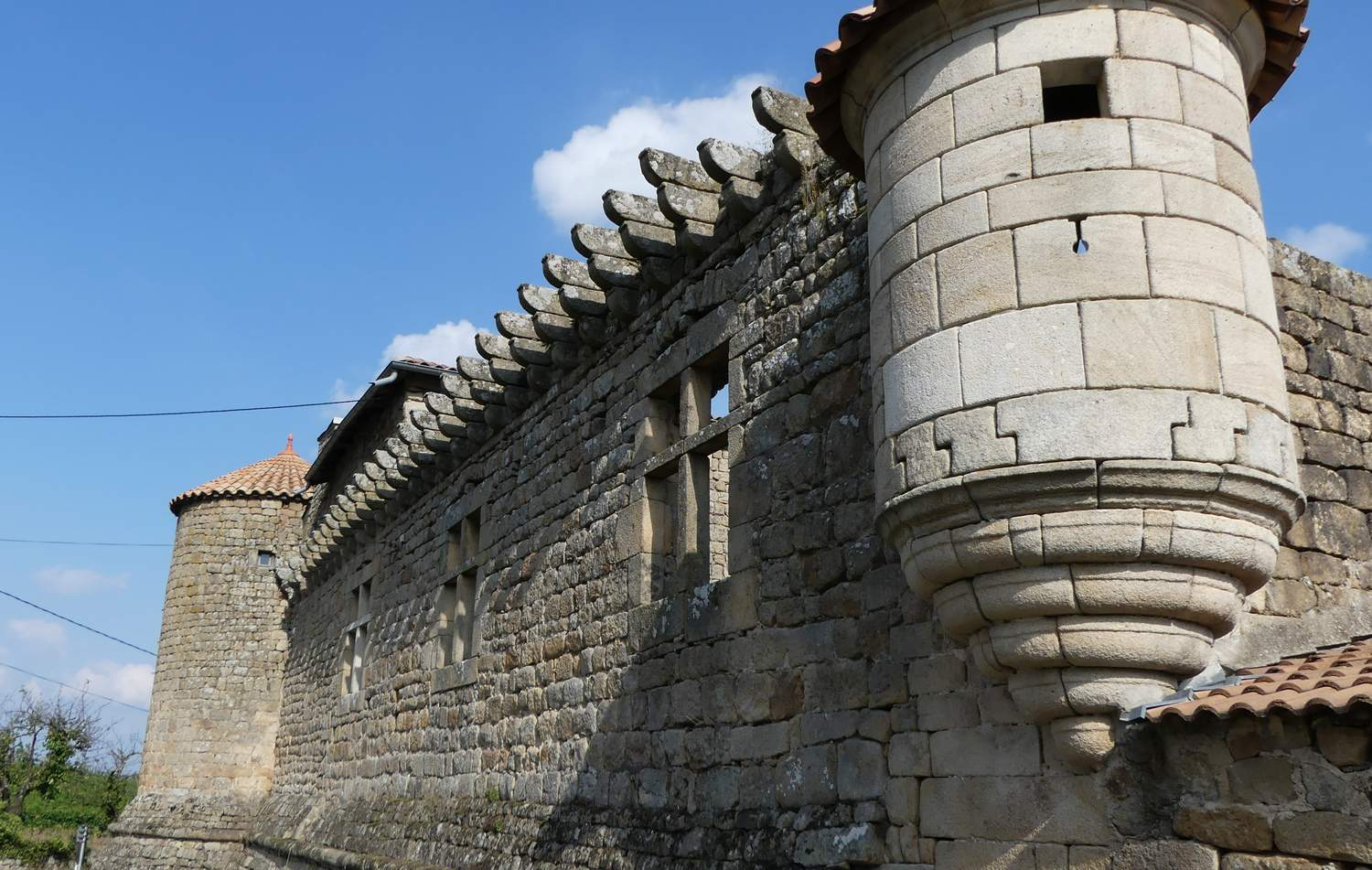
Maison forte de Ruissas.
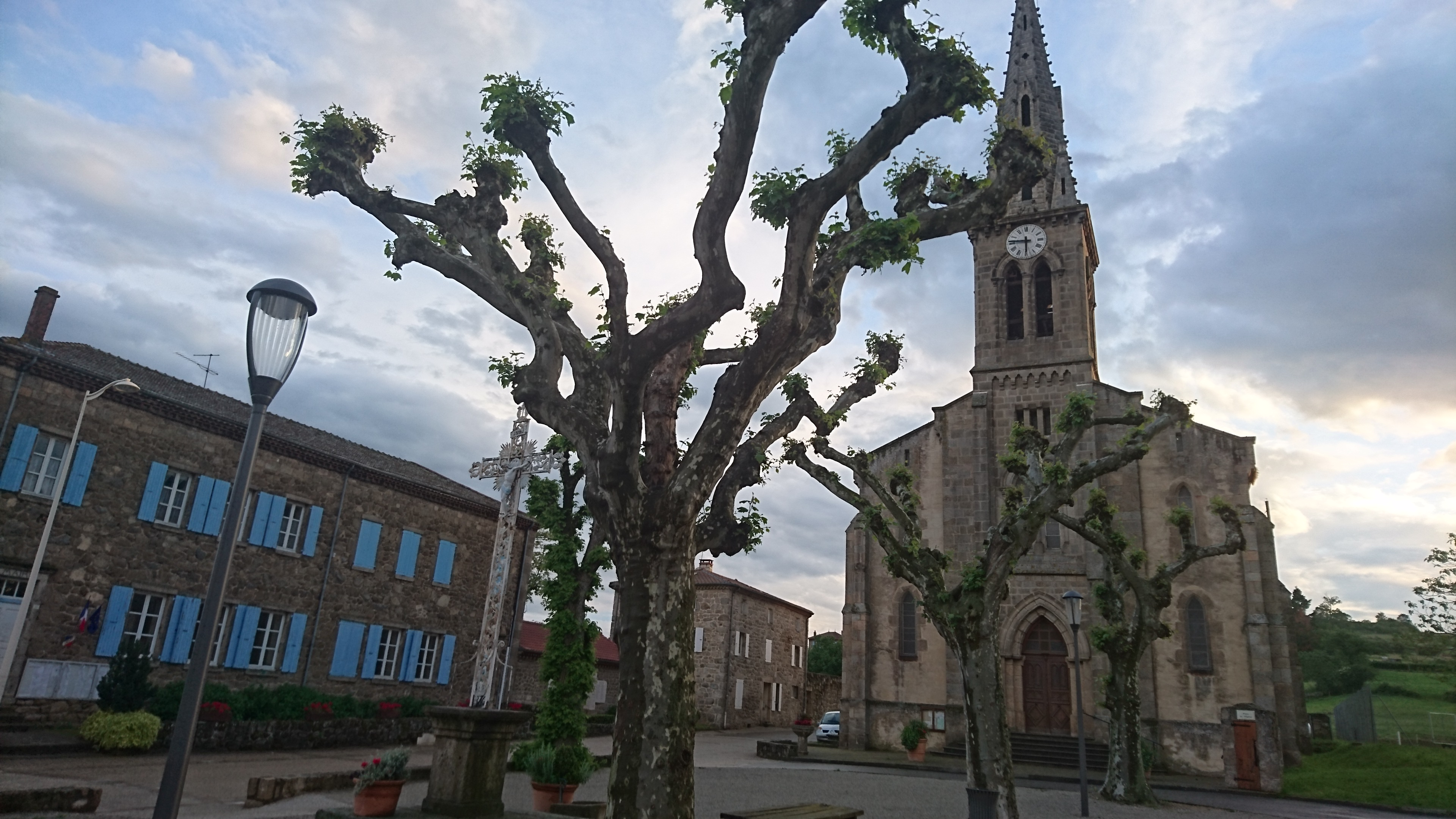
Église Saint-Martin.
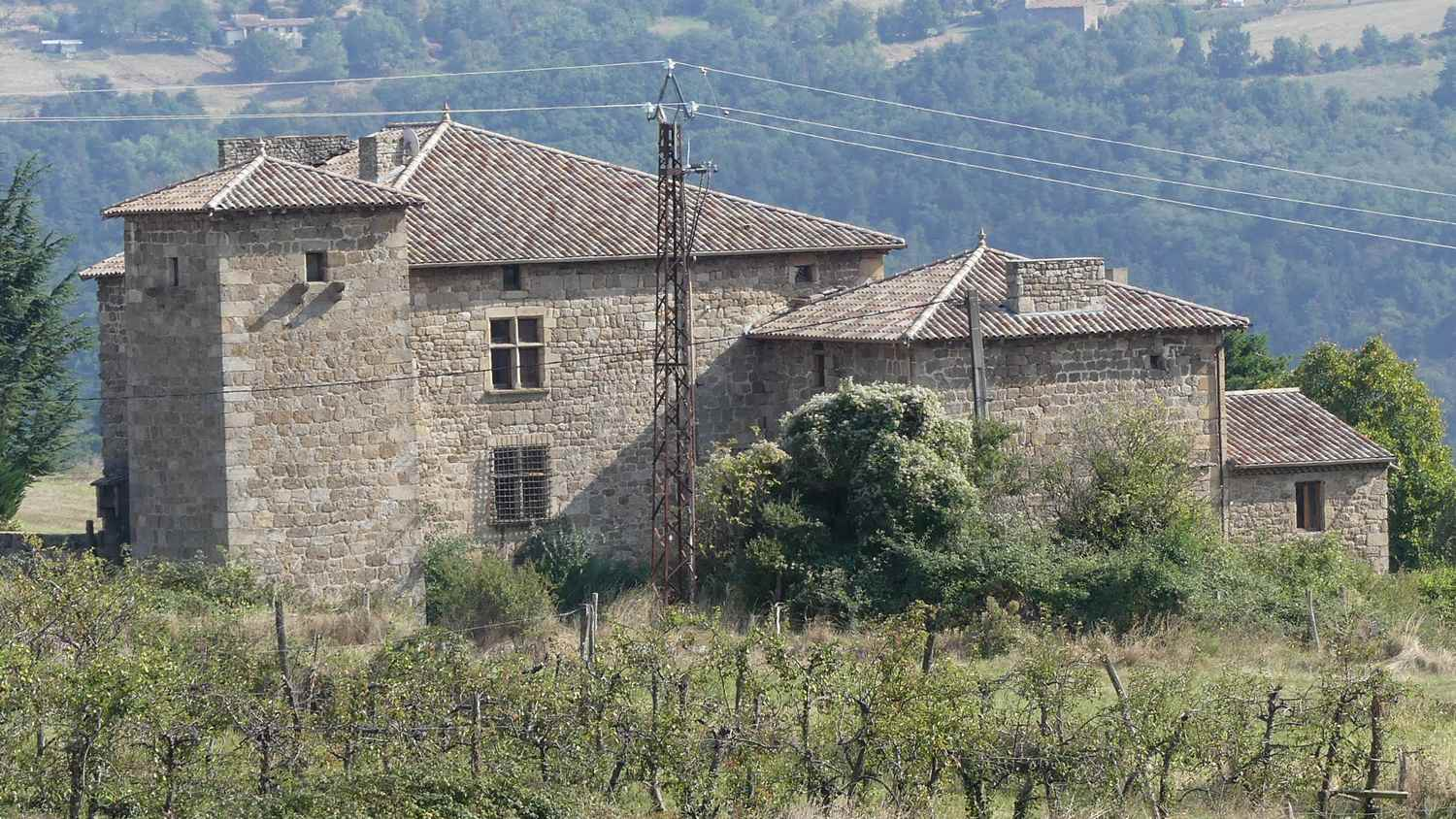
Château de Belle Combe (XIIIe siècle).

- Le vélorail des Gorges du Doux longe le Doux au sud de la commune[2] emprunte l'ancienne voie Tournon - Lamastre, qui faisait partie du réseau départemental du Vivarais[22].

### Patrimoine naturel
Colombier-le-Vieux est concernée par deux zones naturelles d'intérêt écologique, faunistique et floristique (ZNIEFF) :
- La ZNIEFF continentale de type 1 des « Gorges du Doux, du Duzon et de la Daronne »[23] ;
- La ZNIEFF continentale de type 1 de la « Basse-vallée du Doux »[24].

### Littérature
Dans le livre La Maison Rouge de Maurice Genevoix, le village est passé aux huguenots et est visé par une troupe à la solde des catholiques.